# Qui-nai-elt Village (Washington)
Qui-nai-elt Village es un lugar designado por el censo ubicado en el condado de Grays Harbor en el estado estadounidense de Washington. En el año 2010 tenía una población de 54 habitantes.

## Geografía
Qui-nai-elt Village se encuentra ubicado en las coordenadas 47°15′1″N 124°11′25″O / 47.25028, -124.19028.